# Sostrate de Cnide
Sostrate de Cnide, en grec ancien Σώστρατος ὁ Κνίδιος, fils de Dexiphane, né à Cnide vers la fin du IVe siècle av. J.-C..

## Notice historique
Il n'est connu que pour trois réalisations originales. Il a érigé à Cnide, selon Lucien de Samosate,, un ensemble de portiques  qui  étaient entièrement peints, avec l’inscription de son nom et désignés comme le « portique de Sostrate ». Il aurait imaginé, toujours pour la cité de Cnide, d'une « promenade suspendue » [pensilis ambulatio], une vaste terrasse publique à arcades, soutenue par des colonnades. Le satrape d’Égypte, Ptolémée Ier, selon Pline l'Ancien, lui a confié la construction du Phare d'Alexandrie, tour-fanal de l’île de Pharos, près du port d'Alexandrie, et l’architecte reçoit le privilège d’inscrire son nom sur l’édifice. Lucien, dans Comment il faut écrire l'histoire, donne une autre version : Sostrate aurait gravé une inscription non autorisée : « Sostrate de Cnide, fils de Dexiphane, aux dieux sauveurs en faveur de ceux qui vont en mer » ;  puis l’aurait recouverte d’un enduit dégradable avant d’inscrire la dédicace traditionnelle au souverain. Avec le temps, les vagues emportèrent l'enduit, laissant apparaître la véritable signature. Lors de sa prise de pouvoir sur l'Égypte, le satrape Ptolémée Ier l'aurait aussi engagé pour prendre Memphis en détournant le cours du Nil vers la ville.